# 테레즈 데케이루
테레즈 데케이루(프랑스어: Thérèse Desqueyroux)는 프랑수아 모리아크의 1927년 장편 소설이다.
여주인공 테레스 데케이루가 성격이 전혀 맞지 않는 남편 베르나를 독살하려 했으나 미수로 그쳤고 그 과정에서 그녀의 정신적 고뇌를, 신을 믿지 않는 사람의 불안으로 포착하여 교묘한 심리묘사와 특출한 회상형식의 수법으로 묘사한 걸작이다. <밤의 종말>(1935)은 속편으로 된 것이라 한다.

## 같이 보기
- 르 몽드가 선정한 세기의 도서 100권